# Масунов, Леонид Иванович
Леонид Иванович Масунов (укр. Леонід Іванович Масунов; род. 5 мая 1962, Омск) — советский украинский легкоатлет, специалист по бегу на средние дистанции. Выступал за сборную СССР по лёгкой атлетике в 1980-х годах, обладатель бронзовой медали чемпионата Европы в помещении, победитель первенств всесоюзного и республиканского значения, действующий рекордсмен Украины в беге на 800 метров, участник чемпионате мира в Риме. Мастер спорта СССР международного класса. Тренер и преподаватель.

## Биография
Леонид Масунов родился 5 мая 1962 года в Омске.
Занимался лёгкой атлетикой в Одессе, окончил Одесский государственный педагогический институт (1988).
Впервые заявил о себе на всесоюзном уровне в сезоне 1984 года, когда на зимнем чемпионате СССР в Москве стал бронзовым призёром в беге на 800 метров. Летом в Киеве показал на 800-метровой дистанции время 1:45.08, которое до настоящего момента остаётся национальным рекордом Украины, а на другом турнире в Москве вместе с соотечественниками Александром Костецким, Василием Матвеевым и Виктором Калинкиным установил рекорд СССР в эстафете 4 × 800 метров — 7.07,4, который впоследствии так и не был никем превзойдён. Рассматривался в качестве кандидата на участие в летних Олимпийских играх в Лос-Анджелесе, однако Советский Союз вместе с несколькими другими странами восточного блока бойкотировал эти соревнования по политическим причинам. Вместо этого Масунов выступил на прошедшем в Москве альтернативном турнире «Дружба-84», где в финале финишировал пятым.
В 1985 году в дисциплине 800 метров выиграл серебряную медаль на зимнем чемпионате СССР в Кишинёве и бронзовую медаль на чемпионате Европы в помещении в Пирее. В Пирее показал результат 1:47.52, который долгое время являлся рекордом Украины (был превзойдён лишь в 2004 году Иваном Гешко).
В 1986 году принимал участие во впервые проводившихся Играх доброй воли в Москве, где в беге на 800 метров занял 11-е место.
В 1987 году на чемпионате СССР в Брянске одержал победу в беге на 1500 метров, занял 2-е место на Мемориале братьев Знаменских. В той же дисциплине стартовал на чемпионате мира в Риме — с результатом 3:38.24 остановился на стадии полуфиналов.
За выдающиеся спортивные достижения удостоен почётного звания «Мастер спорта СССР международного класса».
После завершения спортивной карьеры в 1990—1998 годах работал тренером в Одессе, затем преподавал физическую культуру в Одесском региональном институте государственного управления при Президенте Украины — на кафедре электронного управления и информационных систем. Среди известных воспитанников — Фёдор Вечтомов.